# Malmøya

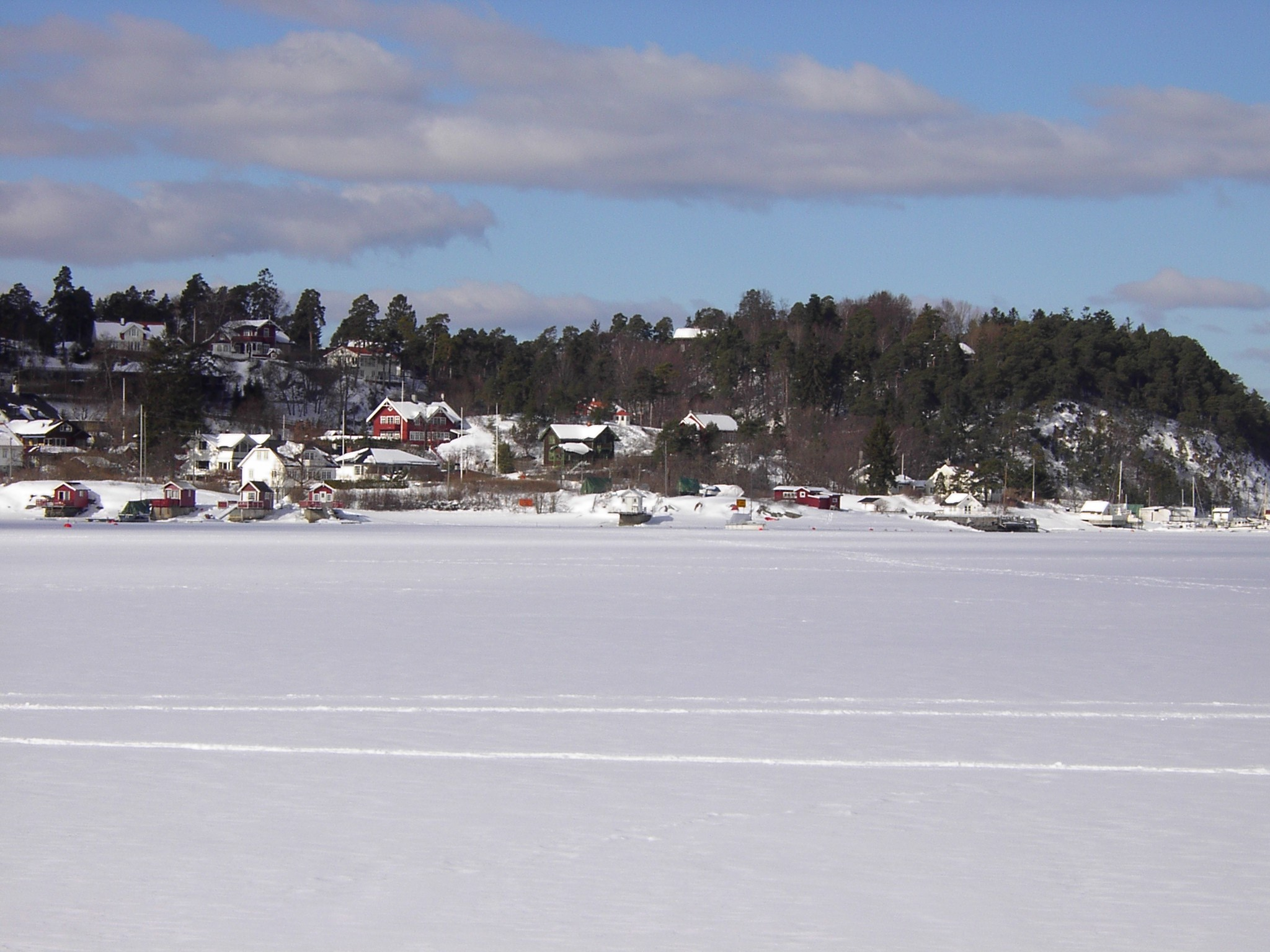
Fotografia d'hivern del costat est de Malmøya, mostrant el vell moll de vaixells de vapor.

Malmøya és una illa a 3 quilòmetres (1.9 mi) als afores d'Oslo, la capital de Noruega. L'illa és majoritàriament coneguda per les seves grans quantitats de fòssils del període Cambrià-Silurià i les seves flors poc comuns.
Parts de Malmøya estan incloses en la Reserva Natural Malmøya og Malmøykalven, juntament amb l'illa veïna de Malmøykalven.